# Rimatara
Rimatara és la més petita de les illes habitades de les illes Australs, a la Polinèsia Francesa. Té una superfície total de 8,6 km² i una població de 815 habitants (cens 2002). Està situada a 550 km al sud de Tahití i a 150 km a l'oest de Rurutu. La comuna de Rimitara inclou els illots Maria deshabitats.

## Geografia

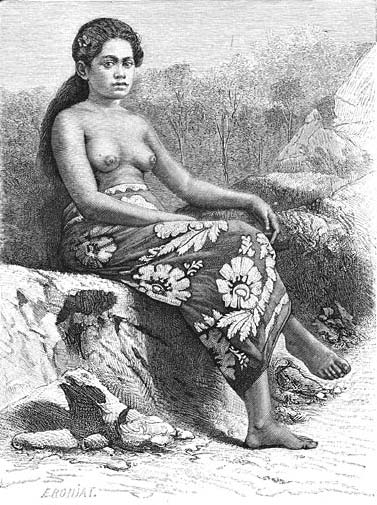
Noia de Rimatara amb el pareo tradicional, 1887

Es tracta d'un altiplà volcànic circular de 8 a 10 m d'altitud, amb una altitud màxima de 83 m al mont Uhau. És molt fèrtil i boscós, i està rodejat d'esculls molt propers a la costa amb només un pas navegable, però no disposa de cap port. Les viles principals són Amaru (la capital), Anapoto i Mutuaura. Té una espècie de cotorres que no es poden exportar perquè s'adapten malament en altres indrets. També hi ha molts ànecs salvatges.

## Història
Va ser una de les últimes illes habitades descobertes pels europeus a la Polinèsia, el 1810 per un mercant de Tahití. Fou el pastor William Henry qui hi desembarcà el 1821 i hi fundà una missió protestant. El 1889 es va establir el protectorat francès i el 1900 es va annexionar a la colònia dels Establiments Francesos d'Oceania.